# Cala del Pi
La cala del Pi és una platja del municipi de Castell d'Aro, Platja d'Aro i s'Agaró (Baix Empordà), situada en una zona urbanitzada, rodejada de pins, que donen nom a la cala, entre la cala sa Cova, al sud, i la cala dels Canyers, al nord, en un tram de roquissar amb moltes cales petites, entre les poblacions de Platja d'Aro i Sant Antoni de Calonge. Orientada a l'est-sud-est, té una longitud de 43 m i una amplada mitjana de 14 m, formada per sorra mitjana i gruixuda, amb un pendent d'entrada a l'aigua suau, i el fons rocós. No disposa de cap servei. S'hi accedeix a peu pel camí de ronda, que en aquest tram presenta unes característiques arcades.